# Liste der Bischöfe von Ermland
Die folgenden Personen waren Bischöfe bzw. Fürstbischöfe des Bistums Ermland in Preußen. Dem letzten deutschen Bischof, Maximilian Kaller, wurde 1945 vom Papst die Jurisdiktion entzogen.
Das Bistum wurde 1992 zum Erzbistum Ermland (Warmia) erhoben:
Deutscher Orden
- Heinrich von Streitberg (auch Strateich)[2][3] 1249–1250 (Elekt)
- Anselm von Meißen 1250–1278
- Heinrich I. Fleming 1278–1300
- Eberhard von Neisse 1301–1326
- Jordan 1327–1328
- Heinrich II. Wogenap 1329–1334
- Sedisvakanz 1334–1337
  - Martin Zindal, Elekt, 1334–1337
- Hermann von Prag 1338–1349
- Johann I. von Meißen 1350–1355
- Johann II. Stryprock 1355–1373
- Heinrich III. Sorbom 1373–1401
- Heinrich IV. Heilsberg von Vogelsang 1401–1415
- Johann III. Abezier 1415–1424
- Franz Kuhschmalz 1424–1457
- Äneas Sylvius Piccolomini 1457–1458
- Paul Stange von Legendorf[4] 1458–1467

Königlich Preußen
- Nikolaus von Tüngen 1467–1489
- Lucas Watzenrode 1489–1512
- Fabian von Lossainen 1512–1523
- Mauritius Ferber 1523–1537
- Johannes Dantiscus 1538–1548
- Tiedemann Giese 1549–1550
- Stanislaus Hosius 1551–1579
- Martin Cromer 1579–1589
- Andreas Báthory 1589–1599
- Petrus Tilicki 1600–1604
- Simon Rudnicki 1604–1621
- Johann Albert Wasa 1621–1632
- Nikolaus Szyszkowski 1633–1643
- Johann Konopacki 1643
- Wenceslaus Leszczynski 1644–1659
- Johann Stephan Wydżga 1659–1679
- Michael Stephan Radziejowski 1679–1689
- Johann Stanislaus Sbaski 1689–1698
- Andreas Chrysostomus Zaluski 1698–1711
- Theodor Andreas Potocki 1711–1723
- Christoph Andreas Johann Szembek 1724–1740
- Adam Stanislaus Grabowski 1741–1766
- Ignatius Krasicki 1766–1795

Preußen
- Karl von Hohenzollern-Hechingen 1795–1803
- Sedisvakanz 1803–1808
- Joseph von Hohenzollern-Hechingen 1808–1836
- Andreas Stanislaus von Hatten 1836–1841
- Joseph Ambrosius Geritz 1841–1867
- Philipp Krementz 1867–1886
- Andreas Thiel 1886–1908
- Augustinus Bludau 1908–1930
- Maximilian Kaller 1930–1947

Regenten in der Diözese Ermland
- Johannes Hanowski 1945 (Kapitularvikar)
- Teodor Bensch 1945–1951 (Apostolischer Administrator)
- Infulat Adalbert Zink 1951–1953 (Kapitularvikar)
- Stefan Biskupski 1953–1956 (Kapitularvikar)
- Tomasz Wilczyński 1956–1965 (Apostolischer Administrator)
- Józef Drzazga 1965–1972 (Kapitularvikar 1965–67, Apostolischer Administrator 1967–72)

Polen
- Józef Drzazga 1972–1978
- Józef Glemp 1979–1981
- Jan Obłąk 1981–1988
- Edmund Michał Piszcz 1988–2006 (seit 1992 als erster Erzbischof)
- Wojciech Ziemba 2006–2016
- Józef Górzyński seit 2016